# Vincent Escure
Vincent Escure est un acteur français né le 27 mai 1985.

## Biographie
Vincent Escure, deuxième d’une fratrie de trois enfants, grandit à Méréville, une commune du sud de l’Essonne.
En 2013, le journal Le Parisien le qualifie d'acteur « aux faux airs de Ben Stiller ».

### Formation

#### Lycée
Lors de ses trois années scolaires de lycée, de 2000 à 2003, Vincent Escure participe à l'atelier théâtral du Lycée Geoffroy-Saint-Hilaire d’Étampes dans le département de l'Essonne. Il fait sa première scène au petit théâtre d’Étampes pour la représentation de théâtre de fin d’année de son lycée. En 2003, à la fin de ses études secondaires avec spécialité théâtre, il obtient un bac littéraire.

#### Université
Puis il se lance dans des études de droit qu'il qualifie plus tard de « l’erreur de ma vie ». Il enchaîne avec des études en faculté de langues étrangères appliquées, sans grande conviction.

#### Formation de théâtre et de comédie musicale
Au cours des deux années scolaires 2004-2006, il assiste à une formation de chant, de danse et de comédie musicale au Studio Alain de Bock à Paris. Vincent Escure possède une voix de ténor. En 2005-2006, il poursuit au Studio Alain de Bock avec une première année de formation théâtrale.
En 2006-2007, il intègre durant un an un cours de théâtre, de chant et danse au sein de la Compagnie du vélo volé, dans le Ve arrondissement de Paris, sous la direction de François Ha Van.
Parallèlement, il fait de petits boulots pour se payer ses études de comédien, notamment serveur au restaurant l’Hippopotamus, et dans les attractions à Disneyland Paris.
De 2007 à 2009, il suit deux années de formation (cours de théâtre, chant et danse) au sein du Studio-théâtre d'Asnières d'Asnières-sur-Seine sous la direction Jean-Louis Martin-Barbaz.
En 2009-2010, il intègre le CFA des comédiens du Studio-théâtre d'Asnières pour trois années d'apprentissage du métier de comédien, ce qui lui permet de jouer dans plusieurs compagnies.

### Premiers pas à la télévision
Lors d'un court-métrage de la Femis (l’école de cinéma de Paris), il est présenté à Annabel Karouby de Cinéart, qui devient son agent. Celle-ci l’inscrit au casting puis le choisit dans la série télévisée France 2 Détectives pour jouer le rôle de Santo. Il dit « rêver d’une carrière à la Jean Rochefort ».

### Vie privée
Il vit à Paris depuis 2005.

## Théâtre
- 2001 : Roberto Zucco de Bernard-Marie Koltès
- 2002 : Songe d'une nuit d'été d'Ophélia Teillaud
- 2003 : Ce soir on improvise de Luigi Pirandello
- 2007 : Koltè's Matériau de Patrick Simon d'après l'œuvre de Bernard-Marie Koltès
- 2008 : Les Justes de Sarah Gerber
- 2009 : Drapeaux rouges et culs à l'air d'Yveline Hamon d'après l'œuvre de Victor Hugo
- 2009 : La très lamentable comédie et très cruelle mort de Pyrame et Thisbé de Laurent Serrano d'après l'œuvre de Shakespeare
- 2011 : La nuit de l'ours d'Ignacio del Moral
- 2011 : Chantons dans le placard de Michel Heim
- 2015 : La vieille Hélène ou La guerre de Troie n'a pas eu lieu de Michel Heim
- 2015-2016 : La clé de Gaïa de Lina Lamara, mise en scène de Cristos Mitropoulos au Festival d'Avignon et au théâtre de la Manufacture des Abbesses de Paris

## Filmographie

### Télévision
- 2012 : La smala s'en mêle de Didier Grousset, série télévisée sur France 2, épisode Sauvage concurrence : Félix[8]
- Détectives, série télévisée sur France 2 : Santo[9],[8] :
  - 2012-2013 : saison 1, de Lorenzo Gabriele
  - 2014 : saison 2, de Renaud Bertrand

### Cinéma

#### Courts métrages
- 2009 : Surpris de Charlotte Dafol
- 2010 : Albert de Charlotte Dafol
- 2010 : Sofia de Katja Svyeshnykova
- 2011 : Ce petit goût de Ange-Régis Hounkpatin : rôle principal de Femis
- 2011 : Sol et Nott de Alissa Wenz et Joseph Minster

## Doublage
- 2023 : Starfield : ?[10]